# Großer Preis der USA 1974
Der Große Preis der USA 1974 (offiziell XVII United States Grand Prix) fand am 6. Oktober auf dem Watkins Glen International in Watkins Glen statt und war das 15. und letzte Rennen der Automobil-Weltmeisterschaft 1974.

## Berichte

### Hintergrund
Die Saison 1974, deren vorangegangene 14 Rennen sieben unterschiedliche Sieger hervorgebracht hatten, endete mit dem Großen Preis der USA, der fast genau ein Jahr nach dem tödlichen Unfall von François Cevert erneut in Watkins Glen ausgetragen wurde. Zum Großen Preis von Kanada waren zwei Wochen zuvor noch vier Titelaspiranten angetreten. Vor dem Finallauf war es nun nur noch ein Trio, da Niki Lauda inzwischen in der Punktetabelle zu weit zurücklag, um noch Weltmeister werden zu können.
Emerson Fittipaldi und Clay Regazzoni lagen punktgleich an der Spitze der Tabelle. Da Fittipaldi bereits drei Rennen in dieser Saison gewonnen hatte und Regazzoni lediglich eines, hätte der Brasilianer im Fall eines erneuten Gleichstandes nach dem letzten Rennen den entscheidenden Vorteil. Bei einem Ergebnis der beiden Kontrahenten außerhalb der Punkte wäre Fittipaldi Weltmeister. Dies galt allerdings nur, wenn der dritte Konkurrent Jody Scheckter maximal den zweiten Platz belegt hätte. Im Umkehrschluss bedeutete dies, dass Scheckter das Rennen auf jeden Fall hätte gewinnen müssen, um Weltmeister zu werden. Dies wiederum hätte jedoch nur dann zum Triumph gereicht, wenn Regazzoni maximal Vierter und Fittipaldi maximal Fünfter geworden wäre. Regazzoni benötigte zum Titelgewinn eine Platzierung vor Fittipaldi. Ein einziger Rang hätte bereits genügt. Im Falle eines fünften oder sechsten Platzes hätte jedoch Scheckter maximal Zweiter werden dürfen.
Während Testfahrten, die im Anschluss an den Kanada-GP stattgefunden hatten, war einer der Ferrari 312B3 durch einen Unfall von Regazzoni schwer beschädigt worden. Die Scuderia Ferrari ließ daraufhin eiligst zwei Ersatz-Chassis aus Italien einfliegen. Scheckter benötigte nach seinem Unfall, den er während des Grand Prix in Kanada hatte, ebenfalls einen neuen Wagen, den das Tyrrell-Team schnellstmöglich aus Großbritannien beschaffen musste.
Nach wiederholter Nichtqualifikation hatte man sich bei Surtees vor dem Finallauf gegen Derek Bell und stattdessen für eine Rückkehr von José Dolhem entschieden. Eine der wenigen weiteren Änderungen in der Meldeliste im Vergleich zum zurückliegenden Rennen war der Gaststart von Tim Schenken in einem dritten Lotus-Werkswagen. Er steuerte den problembehafteten Typ 76, während die beiden Stammfahrer Ronnie Peterson und Jacky Ickx weiterhin den zwar veralteten, aber ausgereiften Typ 72 bevorzugten.
Das Team McLaren, das sich mit Ferrari nach wie vor im Duell um die Konstrukteurs-Weltmeisterschaft befand, überraschte die Konkurrenz mit einer Innovation. Die Helme der beiden Stammfahrer Fittipaldi und Denis Hulme wurden mit Funkausrüstungen bestückt. Was einige Jahre später zum Standard im Motorsport wurde, war damals ein Experiment, das noch während des Trainings abgebrochen wurde, da der Motorenlärm eine Verständigung zwischen Fahrer und Boxenmannschaft nicht zuließ.
Für Hulme, den Weltmeister von 1967, war dies das letzte Rennen.

### Training
Das Training begann mit einem schweren Unfall von Jean-Pierre Beltoise, der aufgrund seiner dabei erlittenen Fußverletzungen nicht am weiteren Verlauf des Wochenendes teilnehmen konnte.
Während des ersten Trainingstages sorgte Mario Andretti für eine kleine Sensation, indem er mit dem neuen Parnelli VPJ4 die Tagesbestzeit fuhr. Das Fahrzeug war, ebenso wie das Einsatzteam Vel’s Parnelli Jones Racing, erst zum zweiten Mal für einen Grand Prix gemeldet. Auch während der Trainingseinheiten am Samstag hatte die Bestzeit noch für einige Zeit Bestand, bevor sie gegen Ende des Abschlusstrainings noch von Carlos Reutemann und James Hunt unterboten wurde. Carlos Pace unterstrich mit der viertbesten Zeit die Konkurrenzfähigkeit des Teams Brabham an diesem Wochenende.
Hinter dem fünftplatzierten Lauda folgte erst auf dem sechsten Startplatz mit Jody Scheckter der erste der drei Titelaspiranten. Hinter John Watson folgten dessen Kontrahenten Fittipaldi und Regazzoni auf den Startplätzen acht und neun.
Positiv fiel der zwölfte Startplatz für Chris Amon im einzig verbliebenen B.R.M. auf, negativ hingegen die erneut enttäuschenden Positionierungen der beiden Lotus-Stammfahrer Peterson und Ickx mit den Startplätzen 16 und 19. Tim Schenken im dritten Werks-Lotus gehörte gar zu den vier Piloten, die an der Qualifikationshürde scheiterten. Dennoch trat er unerlaubterweise zum Rennen an.

### Rennen
Am Rennsonntag herrschte klares, sonniges Wetter bei angenehm warmen Temperaturen. Bereits während der Aufwärmrunde stellte Andretti Probleme mit der Zündung fest. Nachdem diese von seiner Boxenmannschaft scheinbar behoben worden waren, wurde das Rennen mit 25-minütiger Verspätung gestartet. Andretti hatte seinen Startplatz in der zweiten Reihe dabei zwar eingenommen, seine Zündung versagte jedoch beim Start erneut, sodass die übrigen Piloten seinem stehen gebliebenen Wagen reaktionsschnell ausweichen mussten, was allen gelang. Andretti konnte das Rennen nur nach erneutem Eingriff durch seine Mechaniker aufnehmen. Da dies nicht in der Boxengasse, sondern verbotenerweise in der Startaufstellung erfolgt war, wurde er nach vier Runden disqualifiziert. Zwei Runden später wurde auch Schenken die schwarze Flagge gezeigt, da dieser trotz verfehlter Qualifikation zum Rennen angetreten war.
Reutemann führte unterdessen vor Hunt, Pace, Lauda, Scheckter und Fittipaldi. Es folgte Regazzoni, auf den allerdings bereits nach wenigen Runden zahlreiche Konkurrenten aufliefen. Darunter befanden sich John Watson und Arturo Merzario, die ihn wenig später überholten. Der viertplatzierte Lauda versuchte daraufhin, seinen Teamkollegen im Titelkampf zu unterstützen, indem er Scheckter und Fittipaldi hinter sich aufhielt, nachdem er von seinem Team mittels einer Boxentafel auf Regazzonis offensichtliche Handlingprobleme aufmerksam gemacht worden war.
In der zehnten Runde kam Helmut Koinigg, der erst zum zweiten Mal bei einem Grand Prix gestartet war, von der Strecke ab und prallte frontal in die Leitplanken. Die Spitze seines Fahrzeugs drückte dabei die beiden unteren der insgesamt drei übereinander montierten und ungenügend befestigten Leitschienen nach hinten. Die oberste tötete ihn beim Aufprall gegen den Kopf. Als die Nachricht von seinem Tod die Boxen erreichte, nahm sein Team als Reaktion darauf den zweiten Fahrer José Dolhem nach der 25. Runde aus dem Rennen.
Regazzoni kam zu einem Reifenwechsel an die Box, konnte dadurch jedoch keine Verbesserung des Fahrverhaltens seines Wagens feststellen und musste sich damit abfinden, aus dem Titelkampf ausgeschieden zu sein. Unter den auf den ersten sechs Rängen platzierten Piloten des Rennens hatten zwischenzeitlich keine Positionswechsel stattgefunden.
Etwa zu Beginn der zweiten Hälfte des Rennens bekam es auch der zweite Ferrari-Pilot Lauda mit Handlingproblemen zu tun, wodurch er zunächst hinter Scheckter und Fittipaldi zurückfiel. In der 38. Runde steuerte er die Box an, wo man als Ursache einen defekten Stoßdämpfer feststellte, den man hätte austauschen können. Angesichts der Nachricht vom Tod seines Landsmanns, die er während des Boxenstopps von seinem Team erhielt, entschloss sich Lauda jedoch gegen eine Fortsetzung des Rennens.
Als Scheckter in Runde 45 wegen Problemen mit der Kraftstoffanlage ausschied, stand Fittipaldi endgültig zum zweiten Mal als Weltmeister fest. Ebenso war dem Team McLaren aufgrund der Probleme beim Konkurrenzteam Ferrari der Konstrukteurs-Titel nicht mehr zu nehmen.
Während der letzten Phase des Rennens geriet auch Hunt zunehmend in Schwierigkeiten aufgrund verschlissener Bremsen. Pace holte auf und ging vier Runden vor Schluss an dem Briten vorbei.
Das Brabham-Team erreichte den ersten Doppelsieg seit dem Großen Preis von Kanada 1969.

## Meldeliste
| Team                            | Nr. | Fahrer               | Chassis           | Motor                    | Reifen |
| ------------------------------- | --- | -------------------- | ----------------- | ------------------------ | ------ |
| John Player Team Lotus          | 01  | Ronnie Peterson      | Lotus 72E         | Ford Cosworth DFV 3.0 V8 | G      |
| John Player Team Lotus          | 02  | Jacky Ickx           | Lotus 72E         | Ford Cosworth DFV 3.0 V8 | G      |
| John Player Team Lotus          | 31  | Tim Schenken         | Lotus 76          | Ford Cosworth DFV 3.0 V8 | G      |
| Elf Team Tyrrell                | 03  | Jody Scheckter       | Tyrrell 007       | Ford Cosworth DFV 3.0 V8 | G      |
| Elf Team Tyrrell                | 04  | Patrick Depailler    | Tyrrell 007       | Ford Cosworth DFV 3.0 V8 | G      |
| Marlboro Team Texaco            | 05  | Emerson Fittipaldi   | McLaren M23       | Ford Cosworth DFV 3.0 V8 | G      |
| Marlboro Team Texaco            | 06  | Denis Hulme          | McLaren M23       | Ford Cosworth DFV 3.0 V8 | G      |
| Yardley Team McLaren            | 33  | Jochen Mass          | McLaren M23       | Ford Cosworth DFV 3.0 V8 | G      |
| Motor Racing Developments       | 07  | Carlos Reutemann     | Brabham BT44      | Ford Cosworth DFV 3.0 V8 | G      |
| Motor Racing Developments       | 08  | Carlos Pace          | Brabham BT44      | Ford Cosworth DFV 3.0 V8 | G      |
| March Engineering               | 09  | Hans-Joachim Stuck   | March 741         | Ford Cosworth DFV 3.0 V8 | G      |
| March Engineering               | 10  | Vittorio Brambilla   | March 741         | Ford Cosworth DFV 3.0 V8 | G      |
| Scuderia Ferrari SpA SEFAC      | 11  | Clay Regazzoni       | Ferrari 312B3     | Ferrari 001/11 3.0 F12   | G      |
| Scuderia Ferrari SpA SEFAC      | 12  | Niki Lauda           | Ferrari 312B3     | Ferrari 001/11 3.0 F12   | G      |
| Team Motul B.R.M.               | 14  | Jean-Pierre Beltoise | BRM P201          | BRM P200 3.0 V12         | F      |
| Team Motul B.R.M.               | 15  | Chris Amon           | BRM P201          | BRM P200 3.0 V12         | F      |
| UOP Shadow Racing Team          | 16  | Tom Pryce            | Shadow DN3        | Ford Cosworth DFV 3.0 V8 | G      |
| UOP Shadow Racing Team          | 17  | Jean-Pierre Jarier   | Shadow DN3        | Ford Cosworth DFV 3.0 V8 | G      |
| Team Surtees                    | 18  | José Dolhem          | Surtees TS16      | Ford Cosworth DFV 3.0 V8 | F      |
| Team Surtees                    | 19  | Helmut Koinigg       | Surtees TS16      | Ford Cosworth DFV 3.0 V8 | F      |
| Frank Williams Racing Cars      | 20  | Arturo Merzario      | Iso-Marlboro FW03 | Ford Cosworth DFV 3.0 V8 | F      |
| Frank Williams Racing Cars      | 21  | Jacques Laffite      | Iso-Marlboro FW02 | Ford Cosworth DFV 3.0 V8 | F      |
| Team Ensign                     | 22  | Mike Wilds           | Ensign N174       | Ford Cosworth DFV 3.0 V8 | F      |
| Hesketh Racing                  | 24  | James Hunt           | Hesketh 308       | Ford Cosworth DFV 3.0 V8 | G      |
| Embassy Racing with Graham Hill | 26  | Graham Hill          | Lola T370         | Ford Cosworth DFV 3.0 V8 | F      |
| Embassy Racing with Graham Hill | 27  | Rolf Stommelen       | Lola T370         | Ford Cosworth DFV 3.0 V8 | F      |
| John Goldie Racing with Hexagon | 28  | John Watson          | Brabham BT44      | Ford Cosworth DFV 3.0 V8 | F      |
| Chequered Flag                  | 42  | Ian Ashley           | Brabham BT42      | Ford Cosworth DFV 3.0 V8 | G      |
| Vel’s Parnelli Jones Racing     | 55  | Mario Andretti       | Parnelli VPJ4     | Ford Cosworth DFV 3.0 V8 | F      |
| Penske Cars                     | 66  | Mark Donohue         | Penske PC1        | Ford Cosworth DFV 3.0 V8 | G      |

## Klassifikationen

### Startaufstellung
| Pos. | Fahrer               | Konstrukteur  | Zeit       | Ø-Geschwindigkeit | Start |
| ---- | -------------------- | ------------- | ---------- | ----------------- | ----- |
| 01   | Carlos Reutemann     | Brabham-Ford  | 1:38,978   | 197,680 km/h      | 01    |
| 02   | James Hunt           | Hesketh-Ford  | 1:38,995   | 197,646 km/h      | 02    |
| 03   | Mario Andretti       | Parnelli-Ford | 1:39,209   | 197,220 km/h      | 03    |
| 04   | Carlos Pace          | Brabham-Ford  | 1:39,284   | 197,071 km/h      | 04    |
| 05   | Niki Lauda           | Ferrari       | 1:39,327   | 196,986 km/h      | 05    |
| 06   | Jody Scheckter       | Tyrrell-Ford  | 1:39,478   | 196,687 km/h      | 06    |
| 07   | John Watson          | Brabham-Ford  | 1:39,527   | 196,590 km/h      | 07    |
| 08   | Emerson Fittipaldi   | McLaren-Ford  | 1:39,538   | 196,568 km/h      | 08    |
| 09   | Clay Regazzoni       | Ferrari       | 1:39,600   | 196,446 km/h      | 09    |
| 10   | Jean-Pierre Jarier   | Shadow-Ford   | 1:40,317   | 195,042 km/h      | 10    |
| 11   | Jacques Laffite      | Iso-Ford      | 1:40,597   | 194,499 km/h      | 11    |
| 12   | Chris Amon           | B.R.M.        | 1:40,700   | 194,300 km/h      | 12    |
| 13   | Patrick Depailler    | Tyrrell-Ford  | 1:40,700   | 194,300 km/h      | 13    |
| 14   | Mark Donohue         | Penske-Ford   | 1:40,834   | 194,042 km/h      | 14    |
| 15   | Arturo Merzario      | Iso-Ford      | 1:40,854   | 194,003 km/h      | 15    |
| 16   | Jacky Ickx           | Lotus-Ford    | 1:40,876   | 193,961 km/h      | 16    |
| 17   | Denis Hulme          | McLaren-Ford  | 1:41,027   | 193,671 km/h      | 17    |
| 18   | Tom Pryce            | Shadow-Ford   | 1:41,188   | 193,363 km/h      | 18    |
| 19   | Ronnie Peterson      | Lotus-Ford    | 1:41,195   | 193,349 km/h      | 19    |
| 20   | Jochen Mass          | McLaren-Ford  | 1:41,300   | 193,149 km/h      | 20    |
| 21   | Rolf Stommelen       | Lola-Ford     | 1:41,370   | 193,016 km/h      | 21    |
| 22   | Mike Wilds           | Ensign-Ford   | 1:41,500   | 192,768 km/h      | 22    |
| 23   | Helmut Koinigg       | Surtees-Ford  | 1:41,763   | 192,270 km/h      | 23    |
| 24   | Graham Hill          | Lola-Ford     | 1:41,901   | 192,010 km/h      | 24    |
| 25   | Vittorio Brambilla   | March-Ford    | 1:42,031   | 191,765 km/h      | 25    |
| 26   | José Dolhem          | Surtees-Ford  | 1:42,914   | 190,120 km/h      | 26    |
| DNQ  | Tim Schenken         | Lotus-Ford    | 1:43,243   | 189,514 km/h      | 27    |
| DNQ  | Hans-Joachim Stuck   | March-Ford    | 1:43,606   | 188,850 km/h      | –     |
| DNQ  | Ian Ashley           | Brabham-Ford  | 1:43,801   | 188,495 km/h      | –     |
| DNQ  | Jean-Pierre Beltoise | B.R.M.        | keine Zeit | –                 | –     |

Anmerkungen
1. ↑  Schenken startete trotz Nichtqualifikation.

### Rennen
| Pos. | Fahrer             | Konstrukteur  | Runden | Stopps | Zeit        | Start | Schnellste Runde |
| ---- | ------------------ | ------------- | ------ | ------ | ----------- | ----- | ---------------- |
| 01   | Carlos Reutemann   | Brabham-Ford  | 59     | 0      | 1:40:21,439 | 01    |                  |
| 02   | Carlos Pace        | Brabham-Ford  | 59     | 0      | + 10,735    | 04    | 1:40,608 (54.)   |
| 03   | James Hunt         | Hesketh-Ford  | 59     | 0      | + 1:10,384  | 02    |                  |
| 04   | Emerson Fittipaldi | McLaren-Ford  | 59     | 0      | + 1:17,753  | 08    |                  |
| 05   | John Watson        | Brabham-Ford  | 59     | 0      | + 1:25,804  | 07    |                  |
| 06   | Patrick Depailler  | Tyrrell-Ford  | 59     | 0      | + 1:27,506  | 13    |                  |
| 07   | Jochen Mass        | McLaren-Ford  | 59     | 0      | + 1:30,012  | 20    |                  |
| 08   | Graham Hill        | Lola-Ford     | 58     | 0      | + 1 Runde   | 24    |                  |
| 09   | Chris Amon         | B.R.M.        | 57     | 0      | + 2 Runden  | 12    |                  |
| 10   | Jean-Pierre Jarier | Shadow-Ford   | 57     | 1      | + 2 Runden  | 10    |                  |
| 11   | Clay Regazzoni     | Ferrari       | 55     | 3      | + 4 Runden  | 09    |                  |
| 12   | Rolf Stommelen     | Lola-Ford     | 54     | 2      | + 5 Runden  | 21    |                  |
| –    | Ronnie Peterson    | Lotus-Ford    | 52     | 1      | + 7 Runden  | 19    |                  |
| –    | Mike Wilds         | Ensign-Ford   | 50     | 1      | NC          | 22    |                  |
| –    | Tom Pryce          | Shadow-Ford   | 47     | 1      | NC          | 18    |                  |
| –    | Jody Scheckter     | Tyrrell-Ford  | 44     | 0      | DNF         | 06    |                  |
| –    | Arturo Merzario    | Iso-Ford      | 43     | 0      | DNF         | 15    |                  |
| –    | Niki Lauda         | Ferrari       | 38     | 0      | DNF         | 05    |                  |
| –    | Jacques Laffite    | Iso-Ford      | 31     | 0      | DNF         | 11    |                  |
| –    | Mark Donohue       | Penske-Ford   | 27     | 0      | DNF         | 14    |                  |
| –    | José Dolhem        | Surtees-Ford  | 25     | 0      | WD          | 26    |                  |
| –    | Vittorio Brambilla | March-Ford    | 21     | 0      | DNF         | 25    |                  |
| –    | Helmut Koinigg     | Surtees-Ford  | 9      | 0      | DNF         | 23    |                  |
| –    | Jacky Ickx         | Lotus-Ford    | 7      | 0      | DNF         | 16    |                  |
| –    | Denis Hulme        | McLaren-Ford  | 4      | 0      | DNF         | 17    |                  |
| DSQ  | Tim Schenken       | Lotus-Ford    | 6      | 0      | –           | 27    |                  |
| DSQ  | Mario Andretti     | Parnelli-Ford | 4      | 0      | –           | 03    |                  |

Anmerkungen
1. ↑  Schenken wurde während des Rennens disqualifiziert, da er trotz Nichtqualifikation gestartet war.
2. ↑  Andretti wurde wegen eines Frühstartes disqualifiziert.

## WM-Stände nach dem Rennen
Die ersten sechs des Rennens bekamen 9, 6, 4, 3, 2 bzw. 1 Punkt(e). In der Konstrukteurswertung zählten nur die Punkte des bestplatzierten Fahrers eines Teams. Es zählten nur die besten sieben Ergebnisse aus den ersten acht Rennen und die besten sechs aus den letzten sieben Rennen. Streichresultate sind in Klammern gesetzt.

### Fahrerwertung
| Pos. | Fahrer               | Konstrukteur                | Punkte |
| ---- | -------------------- | --------------------------- | ------ |
| 01   | Emerson Fittipaldi   | McLaren-Ford                | 55     |
| 02   | Clay Regazzoni       | Ferrari                     | 52     |
| 03   | Jody Scheckter       | Tyrrell-Ford                | 45     |
| 04   | Niki Lauda           | Ferrari                     | 38     |
| 05   | Ronnie Peterson      | Lotus-Ford                  | 35     |
| 06   | Carlos Reutemann     | Brabham-Ford                | 32     |
| 07   | Denis Hulme          | McLaren-Ford                | 20     |
| 08   | James Hunt           | March-Ford / Hesketh-Ford   | 15     |
| 09   | Patrick Depailler    | Tyrrell-Ford                | 14     |
| 10   | Jacky Ickx           | Lotus-Ford                  | 12     |
| 11   | Mike Hailwood        | McLaren-Ford                | 12     |
| 12   | Carlos Pace          | Surtees-Ford / Brabham-Ford | 11     |
| 13   | Jean-Pierre Beltoise | B.R.M.                      | 10     |
| 14   | John Watson          | Brabham-Ford                | 6      |
| 15   | Jean-Pierre Jarier   | Shadow-Ford                 | 6      |
| 16   | Hans-Joachim Stuck   | March-Ford                  | 5      |
| 17   | Arturo Merzario      | Iso-Ford                    | 4      |
| 18   | Graham Hill          | Lola-Ford                   | 1      |
| 19   | Tom Pryce            | Token-Ford / Shadow-Ford    | 1      |
| 20   | Vittorio Brambilla   | March-Ford                  | 1      |
| 21   | Guy Edwards          | Lola-Ford                   | 0      |
| 22   | David Hobbs          | McLaren-Ford                | 0      |
| 23   | Brian Redman         | Shadow-Ford                 | 0      |
| 24   | Mario Andretti       | Parnelli-Ford               | 0      |
| 25   | Howden Ganley        | March-Ford                  | 0      |
| 26   | Tom Belsø            | Iso-Ford                    | 0      |
| 27   | Rikky von Opel       | Brabham-Ford                | 0      |

| Pos. | Fahrer           | Konstrukteur | Punkte |
| ---- | ---------------- | ------------ | ------ |
| 28   | Henri Pescarolo  | B.R.M.       | 0      |
| 29   | Dieter Quester   | Surtees-Ford | 0      |
| 30   | Tim Schenken     | Trojan-Ford  | 0      |
| 32   | Helmut Koinigg † | Surtees-Ford | 0      |
| 33   | Rolf Stommelen   | Lola-Ford    | 0      |
| 31   | Derek Bell       | Surtees-Ford | 0      |
| 31   | Mark Donohue     | Penske-Ford  | 0      |
| 34   | Ian Scheckter    | Lotus-Ford   | 0      |
| 35   | Jochen Mass      | Surtees-Ford | 0      |
| 36   | Eddie Keizan     | Tyrrell-Ford | 0      |
| 37   | Gijs van Lennep  | Iso-Ford     | 0      |
| 38   | François Migault | B.R.M.       | 0      |
| 39   | Ian Ashley       | Token-Ford   | 0      |
| 40   | Richard Robarts  | Brabham-Ford | 0      |
| 41   | Vern Schuppan    | Ensign-Ford  | 0      |
| 42   | Jacques Laffite  | Iso-Ford     | 0      |
| 43   | Teddy Pilette    | Brabham-Ford | 0      |
| 44   | Dave Charlton    | McLaren-Ford | 0      |
| 45   | Peter Revson †   | Shadow-Ford  | 0      |
| 46   | Paddy Driver     | Lotus-Ford   | 0      |
| –    | Chris Amon       | Amon-Ford    | 0      |
| –    | Gérard Larrousse | Brabham-Ford | 0      |
| –    | Reine Wisell     | March-Ford   | 0      |
| –    | Leo Kinnunen     | Surtees-Ford | 0      |
| –    | Bertil Roos      | Shadow-Ford  | 0      |
| –    | Peter Gethin     | Lola-Ford    | 0      |
| –    | Eppie Wietzes    | Brabham-Ford | 0      |

### Konstrukteurswertung
| Pos. | Konstrukteur | Punkte  |
| ---- | ------------ | ------- |
| 01   | McLaren-Ford | 73 (75) |
| 02   | Ferrari      | 65      |
| 03   | Tyrrell-Ford | 52      |
| 04   | Lotus-Ford   | 42      |
| 05   | Brabham-Ford | 35      |
| 06   | Hesketh-Ford | 15      |
| 07   | B.R.M.       | 10      |
| 08   | Shadow-Ford  | 7       |
| 09   | March-Ford   | 6       |

| Pos. | Konstrukteur  | Punkte |
| ---- | ------------- | ------ |
| 10   | Iso-Ford      | 4      |
| 11   | Surtees-Ford  | 3      |
| 12   | Lola-Ford     | 1      |
| 13   | Parnelli-Ford | 0      |
| 14   | Trojan-Ford   | 0      |
| 15   | Penske-Ford   | 0      |
| 16   | Ensign-Ford   | 0      |
| 17   | Token-Ford    | 0      |
| –    | Amon-Ford     | 0      |